# Suppor
Suppor är en sjö i Arjeplogs kommun i Lappland och ingår i Skellefteälvens huvudavrinningsområde. Sjön har en area på 0,405 kvadratkilometer och ligger 454,1 meter över havet. Sjön avvattnas av vattendraget Nammatsbäcken.

## Delavrinningsområde
Suppor ingår i det delavrinningsområde (734398-156884) som SMHI kallar för Inloppet i 734257-157000. Medelhöjden är 454 meter över havet och ytan är 2,82 kvadratkilometer. Det finns inga avrinningsområden uppströms utan avrinningsområdet är högsta punkten. Nammatsbäcken som avvattnar avrinningsområdet har biflödesordning 3, vilket innebär att vattnet flödar genom totalt 3 vattendrag innan det når havet efter 290 kilometer. Avrinningsområdet består mestadels av skog (32 procent) och sankmarker (53 procent). Avrinningsområdet har 0,4 kvadratkilometer vattenytor vilket ger det en sjöprocent på 14,3 procent.